# Municipalità di Preiļi
La municipalità di Preiļi (in lettone Preiļu novads) è una delle trentasei municipalità della Lettonia. È situata nell'est del Paese, nella regione storica della Letgallia. Il capoluogo è la città di Preiļi.

## Suddivisione
La municipalità comprende la città di Preiļi e 14 parrocchie:
- Aglona
- Aizkalne
- Galēni
- Pelēči
- Preiļi
- Riebiņi
- Rožkalni
- Rušona
- Sauna
- Silajāņi
- Sīļukalns
- Stabulnieki
- Upmala
- Vārkava